# 藤木由貴
藤木 由貴（ふじき ゆき、1989年9月27日 - ）は、日本のモデル、女優、元グラビアアイドル、元レースクイーン。かつてフィットに所属していた。
静岡県沼津市出身。加藤学園高等学校卒業（チアリーダー部）。愛称は「ゆっきーな」。夫はプロサッカー選手の風間宏矢。

## 略歴・人物
- 3兄弟の長女（妹と弟がいる[8]）。
- 趣味はお菓子作り、散歩、書道（四段）[7]。レースクイーン以前はパティシエとして勤務していた[9][10]。
- 特技はバレーボール[7]、チアリーディング[11]。
- 特殊小型船舶操縦士、製菓衛生師の免許・資格を有する[2]。
- ギターを弾くことが好きで、2015年4月12日に筑波サーキットで行われた『ハイパーミーティング 2015 in 筑波』のイベントステージでは、日野礼香が歌う後ろでギターを弾きまくるパフォーマンスを行った（エアギター）[12]。また同年7月11日の『ギャルパラ七夕祭り』（於：パセラリゾーツAKIBA）でも同様のパフォーマンスを行っている[13]。
- 2017年1月、「日本レースクイーン大賞」で大賞を含む5冠を達成[14]。ネットを中心に「史上最高にかわいいレースクイーン」の異名で呼ばれる[15][16]。
- 2017年11月、所属事務所をフィットワン（現：フィット）に移籍[17]。
- 2018年の活動をもってレースクイーンを卒業[6]。以後は女優を志す[18]。
- 2020年8月16日、アスルクラロ沼津応援PR大使に就任した。
- 2021年7月 - 9月、『静岡新聞』夕刊コラム「窓辺」にて毎週火曜日分の執筆を担当。
- 2022年3月17日、アスルクラロ沼津全力応援マネージャーに就任した[19]。
- 2022年12月、同年内を以ってグラビアアイドルを卒業することを発表した[20]。以降は女優やタレント業にシフトする予定[21]。
- 2023年6月2日、自身のTwitterにてJリーグのジェフユナイテッド市原・千葉に所属する風間宏矢と結婚したことを報告した[22]。
- 2024年3月27日、自身のX（旧Twitter）にて、すでにフィットを退所していたことを報告した[23][注 1]。
- 2024年4月、昨年に引き続き燦々ぬまづ大使を務める[25]。

## レースクイーン
| 年     | カテゴリー                                          | チーム名                                            | 他メンバー |
| ------ | --------------------------------------------------- | --------------------------------------------------- | --- |
| 2015年 | SUPER GT                                            | apr RACING ANGELS                                   | REIKA、如月さえ、田中たかこ                                                                                                |
| 2015年 | スーパー耐久                                        | ル・ボーセ モータースポーツエンジェル               | 新田有沙 佐伯いずみ（現：佐野いずみ）                                                                                      |
| 2015年 | D1グランプリ                                        | Team 広島トヨタ with DRoo-P レースクイーン          | |
| 2016年 | SUPER GT                                            | Weds Sport RACING PROJECT BANDOHレースクイーン      | 河瀬杏美、小山桃 |
| 2016年 | D1グランプリ                                        | Team 広島トヨタ with DRoo-P レースクイーン          | 嶋田美彩、朝比奈さくら |
| 2016年 | 2016年レッドブル・エアレース・ワールドシリーズ 千葉 | No.31 チーム・ファルケン（室屋義秀）                | 西村いちか、林紗久羅、森園れん、斉藤絢女、瀬野ユリエ、田中梨乃、岩瀬香奈、河瀬杏美、近藤みやび、安田七奈、宮越愛恵、小山桃 |
| 2017年 | SUPER GT                                            | LEXUS TEAM ZENT CERUMO レースクイーンチームリーダー | 佐藤衣里子、丸山帆成美、朝倉恵理子、川上恵里佳                                                                             |
| 2017年 | 2017年レッドブル・エアレース・ワールドシリーズ 千葉 | No.31 チーム・ファルケン（室屋義秀）                | 林紗久羅、璃波、立花はる、引地裕美、有馬綾香、宮越愛恵、河瀬杏美、村山久美、太田麻美、清瀬まち、森紗羅、川崎あや、比良祐里 |
| 2018年 | SUPER GT                                            | LEXUS TEAM ZENT CERUMO レースクイーンチームリーダー | 川村那月、チャナナ沙梨奈、大柳麻友                                                                                         |

### 受賞歴
| 年月日     | コンテスト                                          | 受賞                                                                        |
| ---------- | --------------------------------------------------- | --------------------------------------------------------------------------- |
| 2016年1月  | 日本レースクイーン大賞2015                          | クリッカー賞                                                                |
| 2016年6月  | 2016年レッドブル・エアレース・ワールドシリーズ 千葉 | 「エアレースクイーン大賞」第3位                                             |
| 2016年10月 | 日本レースクイーン大賞2016                          | コスチューム部門グランプリ                                                  |
| 2017年1月  | 日本レースクイーン大賞2016                          | 東京中日スポーツ賞 福岡アジアコレクション賞 avex賞                          |
| 2018年1月  | 日本レースクイーン大賞2017                          | 東京中日スポーツ賞 福岡アジアコレクション賞 週刊プレイボーイ賞 テレビ東京賞 |
| 2019年1月  | 日本レースクイーン大賞2018                          | レースクイーン大賞                                                          |

## イベント出演

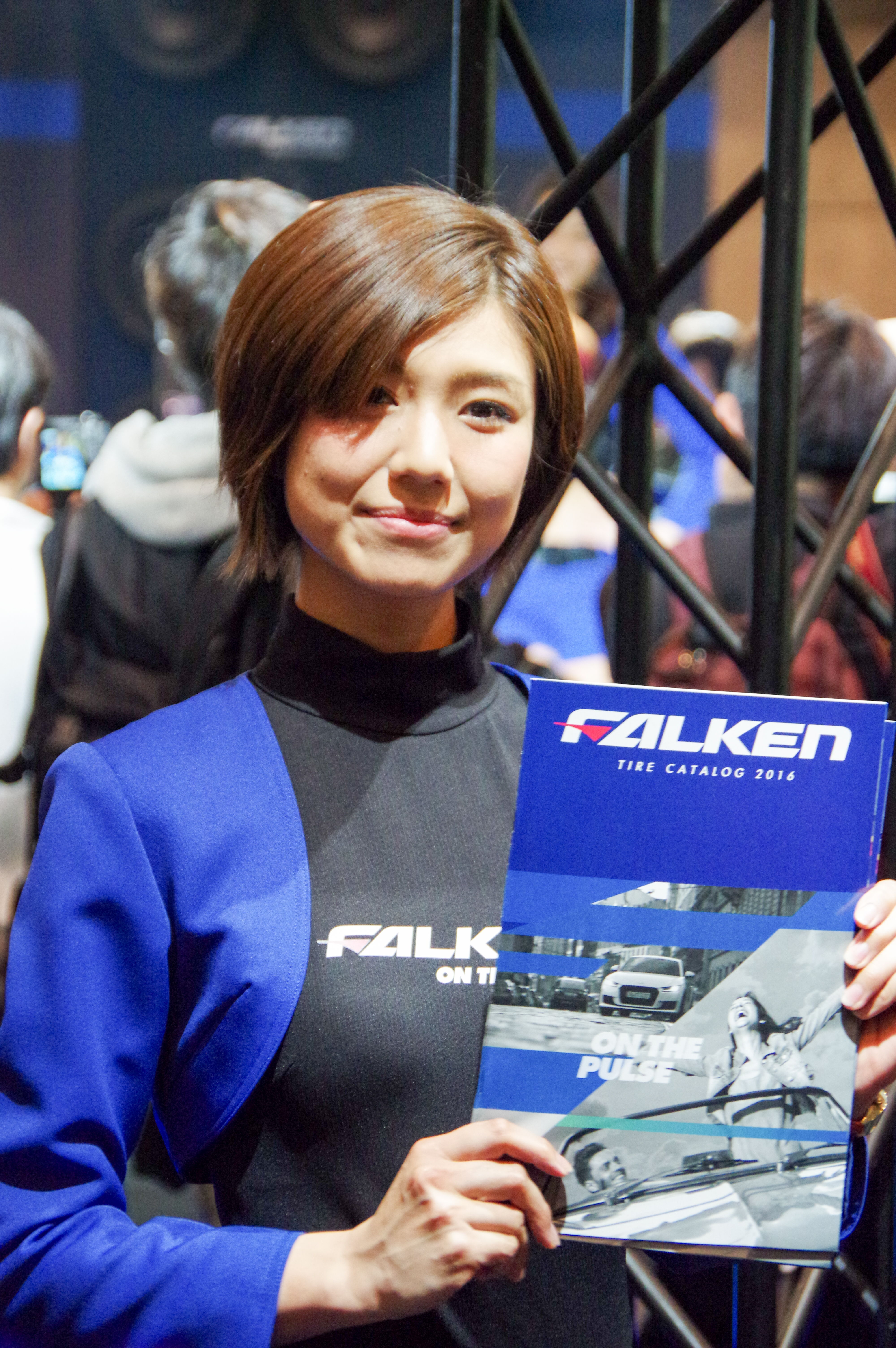
東京オートサロン2016にて

- ハイパーミーティング 2015 in筑波（2015年4月12日、筑波サーキット）- 水村リア、日野礼香と共演
- 東京モーターショー2015「ヤマハ発動機ブース」（2015年10月 - 11月、幕張メッセ）[41]
- 東京オートサロン2016「FALKENブース」（2016年1月15日 - 17日、幕張メッセ）[42]
- 国際ホテル・レストランショー2016「ナバックブース」（2016年2月16日 - 19日、東京ビッグサイト）[43]
- CP+2016「ニコンイメージングブース」（2016年2月25日 - 28日、パシフィコ横浜）[44]
- ハイパーミーティング2016 in 筑波（2016年4月3日、筑波サーキット） - 渡辺順子、荒井つかさ、中村奏絵と共演
- ニコニコ超会議2016「HEIWA・戦国乙女超感謝祭2016」（2016年4月29日 - 30日、幕張メッセ） - 豊臣ヒデヨシ役[45]
- FIA 世界耐久選手権「第7戦・富士6時間耐久レース」（2016年10月16日、富士スピードウェイ） - グリッドセレモニーガール[46]
- 東京オートサロン2017「RACING PROJECT BANDOHブース」（2017年1月13日 - 15日、幕張メッセ）[47]
- メディカルジャパン2017 「安城電機ブース」（2017年2月15日 - 17日、インテックス大阪）[48]
- CP+2017「ニコンイメージングブース」（2017年2月23日 - 26日、パシフィコ横浜）[49]
- ジャパンインターナショナルボートショー2017「ヤマハ発動機PWCブース」ヤマハマリンイメージガール（2017年3月2日 - 5日、パシフィコ横浜）[50]
- 福岡アジアコレクション2017 ゲストモデル（2017年3月18日、福岡国際センター）[51]
- サミー PRガール（2017年3月）サミーxケツメイシコラボキャンペーン 全国ツアーKTM TOUR 2017 幻の六本木大サーカス団「ハッキリ言ってパーティーです!!」[52]
- 東京ゲームショウ 2017:「Xperia ブース Fanal Fantasy X, Stage model as Ms. Yuna」 Sony Mobile Communications inc. (2017年9月21日-24日）[53][注 2]
- 福岡アジアコレクション2018 ゲストモデル（2018年3月25日、福岡国際センター）[54]
- 2018 D1GP Rd.1（2018年3月31日、舞洲スポーツアイランド空の広場・D1特設会場）

## 出演

### テレビ
- ゴッドタン アイドル飲み姿カワイイGP（2017年7月22日、テレビ東京）
- タモリ倶楽部 『ファッション界に地図デザインの波が到来！？東京MAPコレクション2018』（2018年7月14日、テレビ朝日系）[55] - ファッションモデル
- サイレント・ヴォイス 行動心理捜査官・楯岡絵麻 第4話（2018年10月27日、BSテレ東） - 高橋純 役
- 二軒目どうする?〜ツマミのハナシ〜 （ 2019年3月30日、テレビ東京）
- おふろやさん日和2　第4話・第10話（2019年12月7日 - 2020年2月22日、ひかりTV） - 永野瑞稀 役
- そこにあるBUKIMI season 2 #11「浴室にある」（2020年3月16日、テレビ埼玉）[56]
- 明治開化 新十郎探偵帖 第6回（2021年1月22日、NHK BSプレミアム/NHK BS4K） - 浜野三枝 役

### 映画
- そこからの光　〜未来の私から私へ〜（2021年2月6日、バイオジェン・ジャパン / サムシングファン）[57]
- 終わりが始まり（2022年5月27日、トキメディアワークス）[58]

### ラジオ
- KIBA BREEZE!!!（レインボータウンFM）
- 安城電機 presents 藤木由貴のPROJECT-F（2017年8月6日 - 2018年3月25日、@FM）

### ウェブテレビ
- 学力テスト（ニコジョッキー）
- ジョッキー5周年記念2時間特別番組「学力テスト」（2016年9月、ニコジョッキー） - 共演：エルシャラカーニ、アメリカンコミックス、七海なな、成田愛、NAOMI、桃宮もも、佐藤真緒、十枝梨菜、愛菜
- ボブ・サップ緊急来日!第1回Abema杯5種競技HAOOO5!（2017年10月14日・22日、AbemaTV）[59]
- 小学館ビジュアルウェブS（2020年1月1日 - 31日、小学館）[60]

### イベント
- 2016年・2017年 安城電機パブリシティアンバサダー[61][62]
- 2019年・2020年 第26期・第27期 燦々ぬまづ大使[63][64]

## 書籍・出版

### 写真集
- Dear My Honey（2018年8月20日、小学館、撮影：西條彰仁）ISBN 978-4096822760
- a-books GRAVURE 2019-anthology-（2019年3月22日、avex）ISBN 978-4-8021-9240-8[65]
- 啓迪~けいてき~（2019年11月22日、秋田書店、撮影：上野勇）ISBN 978-4253110891[66]
- La vita è bella（2022年11月21日、株式会社サイゾー、撮影：岩澤高雄）[67]

### デジタル写真集
- 週プレ グラジャバ デジタル写真集「ハニートラップ」（2020年7月、集英社）[68]
- 週プレ グラジャバ デジタル写真集「ゆずれない」（2020年8月、集英社）[69]
- 週プレ グラジャバ デジタル写真集「温泉旅情」（2021年2月、集英社）[70]

### 雑誌
- 2015年10月31日 『GALS PARADISE 2015 トップレースクイーン編』（三栄書房）ISBN 978-4-7796-2638-8
- 2016年1月3日 『ギャルズパラダイス2015DVDスペシャル』（三栄書房）ISBN 978-4-7796-2722-4
- AKIBA Spec Vo.76 2016年3月号 表紙モデル 電子版（エレクトロイメージング fujisan.co.jp ）
- 2016年6月20日 『ギャルズパラダイス2016 スーパーGTレースクイーンオフィシャルガイドブック』（三栄書房）ISBN 978-4-7796-2895-5
- AKIBA Spec Vo.79 2016年6月号 表紙モデル 電子版（エレクトロイメージング fujisan.co.jp）
- 2017年1月7日 『ギャルズパラダイス2016DVDスペシャル』（三栄書房）ISBN 978-4-7796-3109-2
- 2017年3月27日 『週刊プレイボーイ No.15』 PP.56-57 （集英社）JAN 4910206710473
- 2017年4月3日 『週刊プレイボーイ No.16』 PP.97-102（集英社）JAN 4910206730471
- 2017年5月15日 『週刊プレイボーイ No.19・20』 週プレGWスペシャルDVD（集英社）JAN 4910206720588
- 2017年5月31日 『トヨタ2000GTのすべて』 モーターファン別冊 裏表紙 ,P5,P7,P57,P60,P80（三栄書房）ISBN 978-4-7796-3273-0
- 2017年6月9日 藤木由貴ファースト写真集『恋する笑顔。〜ちょっと、水着になってみました〜』電子版（集英社）
- 2017年6月19日 『週刊プレイボーイ No.27』 表紙・グラビア（集英社）JAN 4910206710770
- 2017年11月27日 『週刊プレイボーイ No.50』 センターグラビア（集英社）JAN 4910206721271
- 2017年12月4日 『ビッグコミックスピリッツ 2018年1号』 表紙・グラビア（小学館）JAN 4910277610184
- 2017年12月25日 『ヤングキング 2018年2号』 巻頭グラビア（少年画報社）JAN 4910282630184
- 2018年3月12日 『ビッグコミックスピリッツ 2018年15号』 表紙・グラビア（小学館）JAN 4910277610184
- 2018年4月2日 『週刊プレイボーイ No.16』 センターグラビア（集英社）JAN 4910206730488
- 2018年4月9日 『ヤングキング 2018年9号』 巻頭グラビア（少年画報社）JAN 4910282610582
- 2018年4月17日 『FLASH 1466号』 巻頭グラビア（光文社）JAN 4910277210582
- 2018年4月23日 『週刊プレイボーイ No.19 & 20』 グラビア（集英社）JAN 4910206720588
- 2018年6月11日 『ヤングキング 2018年13号』 巻頭グラビア（少年画報社）JAN 4910282610780
- 2018年6月14日 『週刊ヤングジャンプ 6/28号』 巻末グラビア （集英社）JAN 4910281740686
- 2018年6月15日 『グーバイク 7/15号』 表紙（プロトコーポレーション）JAN 4910218230785
- 2018年8月20日 『ビッグコミックスピリッツ 2018年38号』 表紙・グラビア（小学館）JAN 4910277610986
- 2018年12月4日 『ヤングキングBull 2019年1月号』 表紙・グラビア（少年画報社）JAN 4910088610199
- 2018年12月10日 『週刊プレイボーイ No.52』 センターグラビア（集英社）JAN 4910206741218
- 2018年12月26日 『週刊プレイボーイ増刊グラビアスペシャル　NEW YEAR2019』グラビア（集英社）JAN 4910206790192
- 2019年1月22日 『ヤングチャンピオン　2月12日号』表紙・巻頭ーグラビア（秋田書店）JAN 4910282820295
- 2019年3月22日『a-books GRAVURE 2019 - anthology -　3月22日号』（エイベックス・マネジメント）ISBN 978-4-8021-9240-8
- 2019年4月9日 『FLASH  4月23日号』 表紙・SUPERグラビアP12（光文社）JAN 4910277240497
- 2019年4月22日 『週刊プレイボーイ No.18・19』 センターグラビア（集英社）JAN 4910206720595
- 2019年5月7日 『別冊ヤングチャンピオン　6月号』表紙・別添フォトブック（秋田書店）JAN 4910282870696
- 2019年6月10日 『ビッグコミックスピリッツ 2019年28号』 表紙・巻頭グラビア（小学館） JAN 4910277640693
- 2019年6月11日 『FLASH  6月25日号』 グラビア（光文社）JAN 4910277240695
- 2019年6月27日 『週刊実話 6月25日号』 表紙・グラビア（日本ジャーナル出版）JAN 4910203220791
- 2019年7月4日 『別冊SPA!旬撮ガールvol.3「このあと、どうする?」』グラビア（扶桑社）ISBN 978-4-5946-1440-9
- 2019年8月1日 『カスタムCAR 9月号　Vol.491』 カバーガール （芸文社）JAN 4910025050996
- 2019年10月15日 『ヤングチャンピオン烈　11月号』表紙・別添DVD（秋田書店）JAN 4910282861199
- 2019年10月26日 『エキサイティングマックス　12月号』表紙・巻頭グラビア（楽楽出版）JAN 4910022991292
- 2019年10月26日 『FRIDAY 12月15日号』袋とじグラビア（講談社）JAN 4910222131191
- 2019年11月26日 『ヤングチャンピオン　12月10日号』表紙・グラビア（秋田書店） JAN 4910282821292
- 2019年11月18日 『週刊プレイボーイ No.48』 グラビア（集英社）JAN 4910206711296
- 2019年11月21日 『週刊実話 12月5日号』 表紙・グラビア（日本ジャーナル出版） JAN 4910203211294
- 2020年1月14日 『EX MAX! Special 142 2月号増刊』 表紙・巻頭グラビア（ぶんか社）JAN 4910023000267
- 2020年1月15日 『金のEX NEXT Vol.12』 表紙・巻頭グラビア（ミリオン出版）ISBN 978-4-8130-2794-2
- 2020年6月15日 『金のEX NEXT デラックス　Vol.2』 封入グラビア（ミリオン出版）ISBN 978-4-8130-2899-4
- 2020年6月22日 『週刊プレイボーイ No.25』 センターグラビア（集英社）JAN 4910206740609
- 2020年8月5日 『アサ芸　Secret Vol. 65　9月13日号』グラビア（アサヒ芸能） JAN 4910200180906
- 2021年2月1日 『週刊プレイボーイ No.5』 センターグラビア（集英社）JAN 4910206710213
- 2021年2月3日 『アサ芸　Secret Vol. 68 3月12日号』グラビア（アサヒ芸能） JAN 4910200180319
- 2021年3月13日 『金のEX NEXT Vol.19』 表紙・巻頭グラビア（ミリオン出版）ISBN 978-4-8130-4244-0

## 作品

### イメージDVD
- その先へ・・・（2019年4月19日、イーネット・フロンティア）
- 刹那に美しく（2021年8月27日、エスデジタル）
- 今を感じて（2022年12月22日、エスデジタル）